# Ulica Poznańska we Wrocławiu
Ulica Poznańska (niem. Posener Strasse) we Wrocławiu łączy dwie równoległe arterie: ul. Długą i ul. Legnicką. Po drodze krzyżuje się z ulicami: Łęczycką, Ścinawską, Rynkiem Szczepińskim, Zachodnią, Stefana Czarnieckiego i Kruszwicką.
Przy ulicy Poznańskiej znajdują się m.in.:
- jednostka wojskowa (Skład - 4. Regionalna Baza Logistyczna)
- Park Kultury i Rekreacji wraz z kortami tenisowymi i boiskami do piłki nożnej i koszykówki zwany Rynkiem Szczepińskim a potocznie Zielonym Boiskiem
- Sądy Rejonowe i Grodzkie (dawniej szkoła, proj. (1892) Richard Plüddemann i Karl Klimm, po II wojnie światowej XXIII Liceum Ogólnokształcące i Technikum Mechaniczne)
- Szkoła Podstawowa Nr 18, nosząca do 2018 roku im. Bolesława Drobnera

Ulicą Poznańską biegną dwie trasy autobusów miejskich, są to linie numer: 103, 127 oraz 245 (nocny).
Zarówno ze źródeł pisanych, jak i wykopalisk wiadomo, że w średniowieczu Odra poniżej Kępy Mieszczańskiej płynęła nieco innym korytem niż dzisiaj, przez rybacką wówczas osadę Szczepin; w latach 90. XIX wieku podczas prac ziemnych przy ul. Poznańskiej związanych z budową szkoły natknięto się m.in. na rzeczne muszle i inne dowody rybackiej aktywności, a na innych placach budowy w tym samym rejonie (ul. Szczepińska, w 1898) także na pozostałości 8-metrowego czółna.